# 新発田郵便局
新発田郵便局（しばたゆうびんきょく）は新潟県新発田市にある郵便局。民営化前の分類では集配普通郵便局であった。

## 概要
住所：〒957-8799 新潟県新発田市大手町4-3-20

## 沿革
- 1872年（明治5年）旧7月 - 新発田郵便取扱所として開設[1]。
- 1873年（明治6年） - 新発田郵便役所（三等）となる[1]。
- 1875年（明治8年）
  - 1月1日 - 新発田郵便局（三等）となる[1]。
  - 11月22日 - 為替取扱を開始[1]。
- 1876年（明治9年） - 二等郵便局となる[1]。
- 1879年（明治12年）3月10日 - 貯金取扱を開始[1]。
- 1886年（明治19年）4月26日 - 三等郵便局となる[2]。
- 1890年（明治23年）10月16日 - 電信為替事務開始[3]。
- 1893年（明治26年）3月1日 - 小包郵便取扱開始[4]。
- 1903年（明治36年）4月1日 - 特定三等郵便局となる[1]、同時に電信事務開始[5]。
- 1907年（明治40年）2月26日 - 電話通話事務開始[6]。
- 1909年（明治42年）10月6日 - 電話加入申込受理開始[7]。
- 1910年（明治43年）2月11日 - 電話交換業務を開始、併せて託送電報も取扱う[8]。
- 1912年（大正元年）9月2日 - 信越線（現羽越本線）新津-新発田間開通に伴い鉄道郵便線路開通、その受渡局となる[9]。
- 1925年（大正14年）12月1日 - 新発田赤谷間鉄道郵便線路開通、その受渡局となる[10]。
- 1936年（昭和11年）6月6日 - 集配区内に米倉郵便取扱所設置[11]。
- 1937年（昭和12年）11月16日 - 三等から二等に等級改定[12]。
- 1938年（昭和13年）2月1日 - 集配区内に新発田諏訪町郵便局（三等、無集配）開局[13]。
- 1942年（昭和17年）6月11日 - 集配区内に松浦電信電話取扱所設置[14]。
- 1970年（昭和45年）10月1日 - 郵便区内に新発田住吉郵便局（和文電報受付及び電話通話事務取扱、無集配）開局[15]。
- 1972年（昭和47年）12月1日 - 新発田城北簡易郵便局の廃止に伴い、取扱事務を承継[16]。
- 1973年（昭和48年）4月2日 - 新発田市中央町三丁目から同市大手町四丁目に移転[17]するとともに、和文電報受付および電話通話事務を開始[18]。
- 1990年（平成2年）3月12日 - 佐々木郵便局から集配業務の一部[19]を移管。
- 1991年（平成3年）3月25日 - 敬和学園大学内出張所（郵便貯金自動預払機による事務）を設置[20]。
- 1996年（平成8年）7月1日 - 外国通貨の両替および旅行小切手の売買に関する業務取扱を開始[21]。
- 1998年（平成10年）3月26日 - サムズウオロク新発田内出張所（郵便貯金自動預払機による事務）を設置[22]。
- 2006年（平成18年）9月25日 - 赤谷郵便局および豊浦郵便局からそれぞれ「957-04xx」「959-23xx」区域の集配業務を移管[23]。
- 2007年（平成19年）10月1日 - 民営化に伴い、併設された郵便事業新発田支店に一部業務を移管。
- 2012年（平成24年）10月1日 - 日本郵便株式会社発足に伴い、郵便事業新発田支店を新発田郵便局に統合。
- 2022年（令和4年）5月9日 - 紫雲寺郵便局から「957-02xx」区域の集配業務を移管。

## 取扱内容
- 郵便、印紙、ゆうパック、内容証明
- 貯金、為替、振替、振込、国際送金、外貨両替、国債、投資信託
- 生命保険、バイク自賠責保険、自動車保険、変額年金保険、がん保険、引受条件緩和型医療保険
- ゆうちょ銀行ATM
- 「957-00xx」「957-04xx」区域（新発田市（合併以前からの新発田市域の一部））、「957-02xx」区域（新発田市（旧北蒲原郡紫雲寺町域））、「959-23xx」区域（新発田市（旧北蒲原郡豊浦町域））の集配業務
- ゆうゆう窓口

## 風景印
- 表記は『新発田』
- 図案は重要文化財『新発田城二の丸隅櫓』・『アヤメ』・民芸品『金魚の台輪』
- 使用開始日は1973年（昭和48年）3月20日

## 周辺
- 新発田市役所（ヨリネスしばた）
- 新発田市民文化会館、蕗谷虹児記念館
- 新発田市立歴史図書館
- 新発田城址公園
- 陸上自衛隊新発田駐屯地（白壁兵舎）

## アクセス
- JR羽越本線・白新線 新発田駅から北西へ約1.4km（徒歩約16分）
- 新潟交通観光バス、新発田市コミュニティバス・市街地循環バス「あやめバス」 新発田郵便局前停留所下車
- 日本海東北自動車道 聖籠新発田ICから東へ約4.5km
- 駐車場あり：20台